# Seven de Estados Unidos 2012

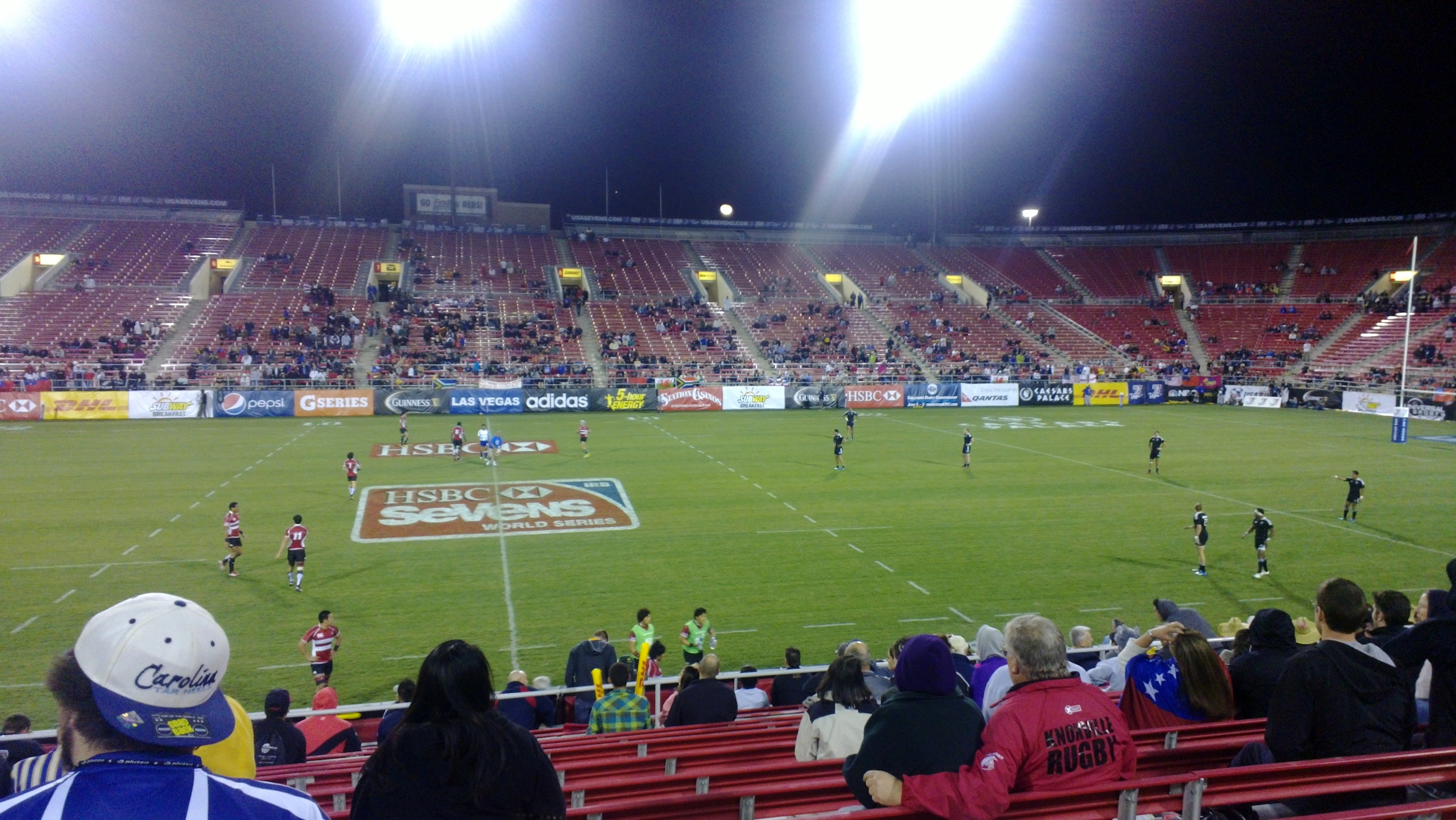
Nueva Zelanda jugando contra Japón al comienzo del torneo Sevens de EE. UU. 2012

El Seven de Estados Unidos de 2012 fue la novena edición del torneo estadounidense de rugby 7, fue el quinta torneo de la temporada 2011-12 de la Serie Mundial Masculina de Rugby 7.
Se disputó en la instalaciones del Sam Boyd Stadium de Las Vegas, Nevada.

## Fase de grupos

### Grupo A
| Equipo        | Encuentros | Encuentros | Encuentros | Encuentros | Tantos  | Tantos    | Tantos     | Puntos |
| Equipo        | jugados    | ganados    | empatados  | perdidos   | a favor | en contra | diferencia | Puntos |
| ------------- | ---------- | ---------- | ---------- | ---------- | ------- | --------- | ---------- | ------ |
| Nueva Zelanda | 3          | 3          | 0          | 0          | 85      | 15        | +70        | 9      |
| Samoa         | 3          | 2          | 0          | 1          | 57      | 27        | +30        | 7      |
| Australia     | 3          | 1          | 0          | 2          | 30      | 57        | −27        | 5      |
| Japón         | 3          | 0          | 0          | 3          | 12      | 85        | −73        | 3      |

Nota: Se otorgan 3 puntos al equipo que gane un partido, 2 al que empate y 1 al que pierda

### Grupo B
| Equipo         | Encuentros | Encuentros | Encuentros | Encuentros | Tantos  | Tantos    | Tantos     | Puntos |
| Equipo         | jugados    | ganados    | empatados  | perdidos   | a favor | en contra | diferencia | Puntos |
| -------------- | ---------- | ---------- | ---------- | ---------- | ------- | --------- | ---------- | ------ |
| Fiyi           | 3          | 3          | 0          | 0          | 66      | 41        | +25        | 9      |
| Argentina      | 3          | 2          | 0          | 1          | 45      | 38        | +7         | 7      |
| Canadá         | 3          | 1          | 0          | 2          | 41      | 50        | −9         | 5      |
| Estados Unidos | 3          | 0          | 0          | 3          | 43      | 66        | −23        | 3      |

### Grupo C
| Equipo    | Encuentros | Encuentros | Encuentros | Encuentros | Tantos  | Tantos    | Tantos     | Puntos |
| Equipo    | jugados    | ganados    | empatados  | perdidos   | a favor | en contra | diferencia | Puntos |
| --------- | ---------- | ---------- | ---------- | ---------- | ------- | --------- | ---------- | ------ |
| Sudáfrica | 3          | 3          | 0          | 0          | 97      | 17        | +80        | 9      |
| Gales     | 3          | 2          | 0          | 1          | 54      | 48        | +6         | 7      |
| Francia   | 3          | 1          | 0          | 2          | 38      | 66        | −28        | 5      |
| Uruguay   | 3          | 0          | 0          | 3          | 26      | 84        | −58        | 3      |

### Grupo D
| Equipo     | Encuentros | Encuentros | Encuentros | Encuentros | Tantos  | Tantos    | Tantos     | Puntos |
| Equipo     | jugados    | ganados    | empatados  | perdidos   | a favor | en contra | diferencia | Puntos |
| ---------- | ---------- | ---------- | ---------- | ---------- | ------- | --------- | ---------- | ------ |
| Kenia      | 3          | 2          | 1          | 0          | 62      | 21        | +41        | 7      |
| Inglaterra | 3          | 2          | 1          | 0          | 48      | 19        | +29        | 7      |
| Escocia    | 3          | 1          | 0          | 2          | 54      | 34        | +20        | 5      |
| Brasil     | 3          | 0          | 0          | 3          | 10      | 100       | −90        | 3      |

## Fase Final

### Cuartos de final
| 11 de febrero | Nueva Zelanda | 12 - 7 | Inglaterra |  |  |

| 11 de febrero | Sudáfrica | 24 - 5 | Argentina |  |  |

| 11 de febrero | Kenia | 14 - 19 | Samoa |  |  |

| 11 de febrero | Fiyi | 12 - 5 | Gales |  |  |

### Semifinal
| 12 de febrero | Nueva Zelanda | 20 - 7 | Sudáfrica |  |  |

| 12 de febrero | Samoa | 14 - 12 | Fiyi |  |  |

### Final
| 12 de febrero | Nueva Zelanda | 19 - 26 | Samoa |  |  |

| Bandera de Samoa       |
| Campeón Samoa          |
| 1º título del circuito |